# Fairway Rock (Südgeorgien)
Der Fairway Rock (von englisch fairway ‚Fahrwasser, Fahrrinne‘) ist ein vom Meer überspülter Rifffelsen am südöstlichen Ende Südgeorgiens. Er liegt im Zentrum des Larsen Harbour.
Wissenschaftler der britischen Discovery Investigations kartierten ihn im Jahr 1927. Sie benannten ihn so, weil er im befahrbaren Bereich des Larsen Harbour liegt.